# Васил Митаков
Васил Николов Митаков е български юрист и политик, министър на правосъдието в четвъртото правителство на Георги Кьосеиванов и в първото правителство на Богдан Филов (1939-1942). Осъден на смърт от действалия в противоречие с Търновската конституция т.нар. Народен съд и екзекутиран на 1 февруари 1945 г.

## Биография
Според самия Васил Митаков той е роден в Долно Камарци на 10 юли 1880 или на 16 юли 1881 г. В подкрепа на първата година е негово махленско свидетелство, а в подкрепа на второто е бележки в библията на баща му. Има по-голям брат, основателят на Съюза на българите фашисти Крум Митаков, и по-малка сестра Зорка. Баща му е разведен с майка му и живее в София, докато Митаков е с майка си в къщата на дядо му по бащина линия. През 1890 г. завършва основното си образование и се установява в София, където продължава да учи в Първа мъжка гимназия. Там негови учители са Херман Шкорпил, Анастас Иширков, който тогава е учител по рисуване. След завършването на гимназията постъпва в Софийския университет да учи право. Там негови преподаватели са били Владимир Моллов, Йосиф Фаденхехт, Георги Данаилов и други. След като завършва изкарва задължителната си военна служба става адвокат в Новоселци. По-късно се премества в Созопол като съдия. След това две години е съдия и член на окръжния съд в Бургас. Прекарва 6 месеца в Пловдив като съдия, а след това е назначен за заместник-окръжен прокурор в София. Отказва назначението за сметка на свой колега и заема неговото място като член на софийския съд.
По време на Балканските войни е мобилизиран като запасен подпоручик в първа дивизия, първа бригада, първи пехотен полк, втора дружина, осма рота, втори взвод, на който е командир. Участва в повечето големи битки по време на войната при Чаталджа, Селиолу, Одрин, а после Пирот, Бубляк, Триножник. През 1913 г. е назначен за следовател към пети следствен участък в София. По време на Първата световна война е втори военнополеви следовател. Тогава поема и някои от най-известните дела за времето си - Аферата Деклозиер, следствие срещу Александър Стамболийски по повод брошурата му „За пререканията ми с Царя“, делата против Зеленогоров, Антон Прудкин, Христо Силянов и Коста Списаревски за шпионаж в полза на Русия. През 1917 г. става прокурор към Военнополевия съд на седма пехотна рилска дивизия в Демирхисар, където остава само 3 месеца. Върнат в София той участва като следовател в делото за Радомирската република. След войната става съдия във Върховния касационен съд. Член е на Третия държавен съд, началник на Гражданското отделение (1923-1925) и Кодификационната комисия (1931-1935) към министерството на правосъдието. От 1939 до 1942 е министър на правосъдието.
След Деветосептемврийския преврат от 1944 Васил Митаков е сред осъдените на смърт от т.нар. Народен съд. Той е екзекутиран на 1 февруари 1945. През 1996 присъдата е отменена с Решение №172 на Върховния съд. През 2001 г. посмъртно е издаден неговия дневник „Дневник на правосъдния министър в правителствата на Георги Кьосеиванов и Богдан Филов“. Васил Митаков е почетен гражданин на Братислава.